# Kaiserpokal 1998
Der Kaiserpokal 1998 war die 78. Austragung des Kaiserpokals, des höchsten japanischen Fußballpokalwettbewerbs. Sieger des Wettbewerbs waren die Yokohama Flügels.

## Ergebnisse

### 1. Runde
|                                      | Ergebnis        |                                        |
| ------------------------------------ | --------------- | -------------------------------------- |
| Omiya Ardija                         | 1:0             | TDK                                    |
| Mitsubishi Heavy Industries Nagasaki | 0:4             | Chūō-Universität                       |
| FC Primeiro                          | 1:0             | Nihon-Universität Yamagata High School |
| Gifu Technical High School           | 1:2             | Kagoshima Jitsugyo High School         |
| Kawasoe Club                         | 0:6             | Ventforet Kofu                         |
| Nippon Steel Oita                    | 1:3             | Dohto-Universität                      |
| Juntendō-Universität                 | 0:1             | Otsuka Pharmaceutical                  |
| Sanwa Club                           | 1:4             | Tokushima Municipal High School        |
| Matsushita Electric Iga Ueno         | 0:5             | Denso                                  |
| Maebashi Ikuei High School           | 0:7             | Universität Tsukuba                    |
| Chūkyō-Universität                   | 1:4             | Tokyo Gas                              |
| Tōkai-Universität                    | 0:0 (3:0 i. E.) | Teihens FC                             |
| Kagawa Shiun FC                      | 1:9             | Kawasaki Frontale                      |
| Niigata Shuyukai                     | 0:2             | YKK                                    |
| Nirasaki Astros                      | 2:3             | Brummell Sendai                        |
| Universität Tokuyama                 | 2:4             | Kansai-Universität                     |
| Kwansei-Gakuin-Universität           | 3:2             | Sangyō-Universität Shizuoka            |
| Teijin                               | 0:6             | Kokushikan-Universität                 |
| Iwami FC                             | 1:9             | Montedio Yamagata                      |
| Meiji-Universität                    | 5:0             | Nippon Steel Kamaishi                  |
| Tenri-Universität                    | 2:3             | Honda Motors                           |
| Hosho High School                    | 4:1             | Ueda Gentian                           |
| Koka Club                            | 0:9             | Oita Trinity                           |
| Kyushu-Sangyo-Universität            | 1:2             | Ritsumeikan-Universität                |
| Kyoiku Kenkyusya                     | 0:4             | Albirex Niigata                        |
| Hannan-Universität                   | 3:2             | Hatsushiba Hashimoto High School       |
| SC Tottori                           | 0:3             | Sagan Tosu                             |
| Tochigi SC                           | 3:2             | Ozu High School                        |
| Universität Fukuyama                 | 2:2 (4:3 i. E.) | Fukui Teachers                         |
| Sony Sendai FC                       | 2:1             | Aster Aomori FC                        |
| Mito HollyHock                       | 4:2             | Mitsubishi Mizushima                   |
| Himawari Milk Nankoku Club           | 2:7             | Komazawa-Universität                   |

### 2. Runde
|                                | Ergebnis |                                 |
| ------------------------------ | -------- | ------------------------------- |
| Omiya Ardija                   | 2:0      | Chūō-Universität                |
| Consadole Sapporo              | 1:0      | FC Primeiro                     |
| Kagoshima Jitsugyo High School | 0:7      | Vissel Kobe                     |
| Ventforet Kofu                 | 6:1      | Dohto-Universität               |
| Otsuka Pharmaceutical          | 4:2      | Tokushima Municipal High School |
| Denso                          | 1:3      | Universität Tsukuba             |
| Tokyo Gas                      | 2:0      | Tōkai-Universität               |
| Kawasaki Frontale              | 1:0      | YKK                             |
| Brummell Sendai                | 2:1      | Kansai-Universität              |
| Kwansei-Gakuin-Universität     | 3:1      | Kokushikan-Universität          |
| Montedio Yamagata              | 1:0      | Meiji-Universität               |
| Honda Motors                   | 4:0      | Hosho High School               |
| Oita Trinity                   | 2:1      | Ritsumeikan-Universität         |
| Albirex Niigata                | 3:1      | Hannan-Universität              |
| Sagan Tosu                     | 4:0      | Tochigi SC                      |
| Kyoto Purple Sanga             | 9:0      | Universität Fukuyama            |
| Sony Sendai FC                 | 0:5      | Avispa Fukuoka                  |
| Mito HollyHock                 | 4:3      | Komazawa-Universität            |

### 3. Runde
|                      | Ergebnis |                            |
| -------------------- | -------- | -------------------------- |
| Júbilo Iwata         | 2:0      | Omiya Ardija               |
| Consadole Sapporo    | 2:1      | Vissel Kobe                |
| Cerezo Osaka         | 4:6      | Ventforet Kofu             |
| Yokohama Flügels     | 4:2      | Otsuka Pharmaceutical      |
| Kashima Antlers      | 3:1      | Universität Tsukuba        |
| Bellmare Hiratsuka   | 2:1      | Tokyo Gas                  |
| Sanfrecce Hiroshima  | 2:1      | Kawasaki Frontale          |
| Yokohama Marinos     | 0:1      | Brummell Sendai            |
| Nagoya Grampus Eight | 3:1      | Kwansei-Gakuin-Universität |
| Gamba Osaka          | 1:2      | Montedio Yamagata          |
| JEF United Ichihara  | 0:2      | Honda Motors               |
| Verdy Kawasaki       | 1:0      | Oita Trinity               |
| Urawa Reds           | 4:1      | Albirex Niigata            |
| Kashiwa Reysol       | 3:1      | Sagan Tosu                 |
| Kyoto Purple Sanga   | 2:3      | Avispa Fukuoka             |
| Shimizu S-Pulse      | 5:0      | Mito HollyHock             |

### Achtelfinale
|                      | Ergebnis |                    |
| -------------------- | -------- | ------------------ |
| Júbilo Iwata         | 3:2      | Consadole Sapporo  |
| Ventforet Kofu       | 0:3      | Yokohama Flügels   |
| Kashima Antlers      | 3:0      | Bellmare Hiratsuka |
| Sanfrecce Hiroshima  | 3:0      | Brummell Sendai    |
| Nagoya Grampus Eight | 3:2      | Montedio Yamagata  |
| Honda Motors         | 1:3      | Verdy Kawasaki     |
| Urawa Reds           | 3:1      | Kashiwa Reysol     |
| Avispa Fukuoka       | 2:3      | Shimizu S-Pulse    |

### Viertelfinale
|                      | Ergebnis |                     |
| -------------------- | -------- | ------------------- |
| Júbilo Iwata         | 1:2      | Yokohama Flügels    |
| Kashima Antlers      | 2:1      | Sanfrecce Hiroshima |
| Nagoya Grampus Eight | 2:1      | Verdy Kawasaki      |
| Urawa Reds           | 0:1      | Shimizu S-Pulse     |

### Halbfinale
|                      | Ergebnis |                 |
| -------------------- | -------- | --------------- |
| Yokohama Flügels     | 1:0      | Kashima Antlers |
| Nagoya Grampus Eight | 1:2      | Shimizu S-Pulse |

### Finale
|                  | Ergebnis |                 |
| ---------------- | -------- | --------------- |
| Yokohama Flügels | 2:1      | Shimizu S-Pulse |